# Косма Етолійський
Косма Етолійський (грец. Κοσμάς ο Αιτωλός, в миру Констас, грец. Κώνστας, 1714, Етолія і Акарнанія, Греція — 24 серпня 1779, Берат, Північний Епір) — священник Константинопольської православної церкви, діяч грецького відродження XVIII століття. 
Канонізований Константинопольською православною церквою в 1961 році. 

## Біографія
Народився в глухому гірському селі Мега Дендро, недалеко від Термо, ном Етолія і Акарнанія і отримав ім'я Констас. Прізвище його нам не відоме. В османський період регіон перебував у безграмотності. У багатьох селах не було ні церков, ні шкіл.
Батьки Констаса були ткачами. Дитинство він провів у бідності. До 20 років не знав алфавіту. Констас хотів знань і звернувся спочатку до місцевого священника Ананії. Пізніше переїхавши в село Агіа Параскеві, він продовжив навчання у вчителя Феофана. Тут він прожив 8 років, став помічником Феофана і став викладати в селі Лоботіна. 
У 1743 році на Святій Горі Афон розпочала свою діяльність Афонская академія або Афоніада. Констас, якому було вже під тридцять, вирушив на Афон, де його вчителем теології та філософії став Панайотіс Паламас, який дотримувався архаїчних норм грецької мови. Закінчивши академію, Констас пішов в монастир Філофей, де прийняв чернечий постриг з ім'ям Косма, а пізніше був висвячений в сан ієромонаха. У монастирі Косма пробув 2 роки. Але монастирське середовище було не тим, що Косма шукав.

### Просвітницька діяльність

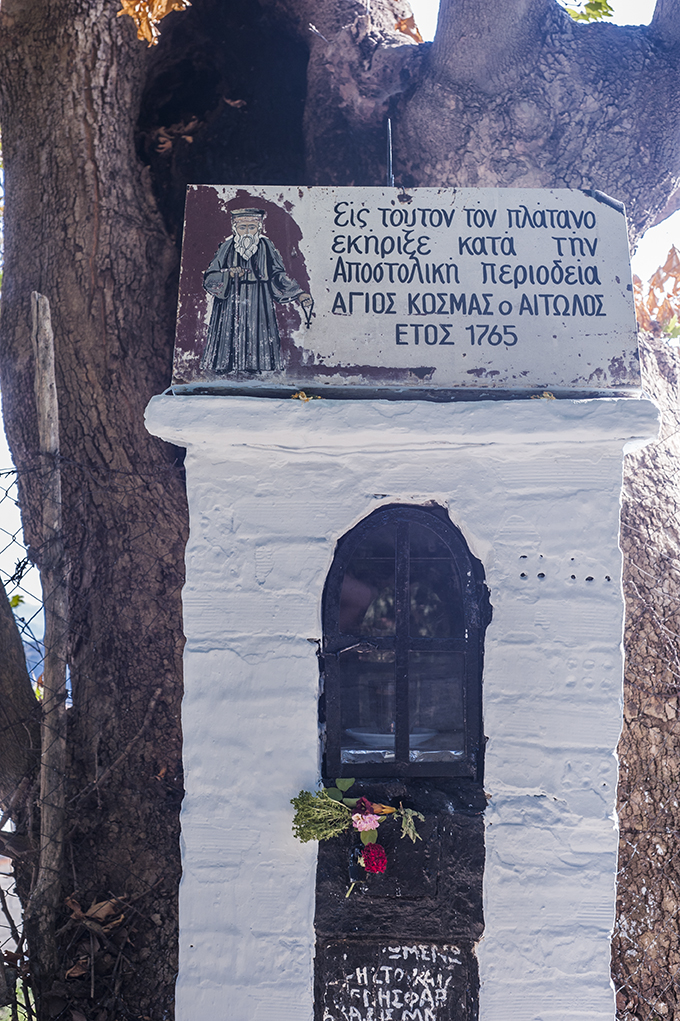
Місце, де проповідував Козьма в фесалійському селі Рапсані.

У 1759 році він залишив монастир і поїхав в Константинополь, де зустрівся з константинопольським патріархом Серафимом II (займав престол у 1757—1761 роки), на прізвисько Арнаут, оскільки родом був з Дельвіні, Північний Епір (сьогодні — південна Албанія). Серафим знав про становище православного населення північно-західних грецьких земель, зокрема Епіру, про процес його ісламізації і дав дозвіл Космі проповідувати Слово Боже. 46-річний Косма почав свій просвітницький шлях, який зробив його відомим і привів до мученицької смерті. Діяльність Косми відрізнялася від діяльності грецьких представників європейського Просвітництва, таких як Мефодіос Антракітіс і ін. Головною основою його проповідування було православ'я. Косма закликав православних до створення грецьких шкіл, але школа розглядалася Космою як передумова, необхідна для просування православ'я. Термін нація ( грец. έθνος — етнос), був відсутній в його проповідях. Замість нього був присутній термін який більше використовує церква — рід ( грец. γένος — генос). Для Косми освіта була інструментом залучення до православ'я.
Звертаючись не лише до греків, а й до носіїв албанської і аромунскої мов, в своїх проповідях він заохочував батьків навчати дітей грецької мови, яка була «мовою церкви». Взявши на себе апостольську місію, Косма, на відміну від свого вчителя Панайотіса Паламаса, не дотримувався архаїчних канонів грецької мови, а звертався до православних на доступній для них розмовній мові тієї епохи. Протягом 16 років, пройшовши через Фракію, Македонію, Фессалію, Середню Грецію, острови Егейського архіпелагу і підконтрольні венецианцам Іонічні острова, і сконцентрувавши до кінця діяльності свої зусилля на Епірі і Албанії, він створив понад 100 шкіл. В кінці свого життя Косма писав своєму братові, що створив «тільки 10 гімназій, які викладали древній діалект і науки, але 200 початкових, для читання, шкіл».
В результаті діяльності апостолів грецького освіти, видатним представником якого був Косма, до початку ХІХ століття «Від Валахії і Молдавії аж до Єгипту, від міста Смірна і до Керкири, немає жодного міста, немає жодного острова, де ви не знайдете школи з безкоштовним навчанням, що функціонує на кошти громади».
Крім простого народу, він став шанований і клефтами гір Олімп, Пінд, Горпини і ін. Іноді в своїх проповідях, він вживав термін «бажане», маючи на увазі звільнення роду. На проповіді Косми люди збиралися тисячами, церкви не могли вмістити їх. Косма проповідував в полі, вбивши хрест в землю, ставав на лаву і виголошував промову годинами. Закінчивши проповідь Косма ніс із собою лаву, залишаючи хрест як нагадування про свою проповідь. Хрести, залишені Космо, зберігалися довгий час, оновлювалися, і багато з них збереглися до наших днів. В інших випадках на їх місці встановлені місця для поклоніння. Вже за життя, Косма Етолійський іменувався в народі новим апостолом.

### Смерть Косми
Проповіді Косми знаходили відгук не лише у православного населення, а й у мусульманського населення. Одночасно Косма викликав неприязнь у грецької знаті, вищого духовенства і торговців-юдеїв, оскільки підривав їх економічні та суспільні підвалини. Косма зажадав від православних припинення торгівлі у недільні дні і переніс її на суботу, чим викликав обурення у торговців юдеїв.
У листі своєму братові від 2 березня 1779 року Косма писав про свої стосунки з різними групами населення: «Десять тисяч християн мене люблять і один не дуже. Тисяча турок мене люблять, один не дуже. Тисяча євреїв хоче моєї смерті і тільки один проти».
Після поразки, яка почалась в зв'язку з діями російської ескадри (див. Перша Архіпелагская експедиція), повстання 1770 року на Пелопоннесі і в інших грецьких регіонах, Косма був серед тих, хто прийшов до висновку, що грецькому народу не слід більше сподіватися на допомогу ззовні, а орієнтуватися на свої сили. З ще більшим завзяттям він продовжив свою діяльність, вважаючи, що підйом духовного рівня є передумовою майбутнього звільнення.
Після прибуття в Берат, Північний Епір (нині південна Албанія), Косма був звинувачений як російський агент. За цим звинуваченням він був заарештований і повішений в суботу 24 серпня 1779 року в селі Колікантасі, недалеко від Берат. Вважається, що звинувачення, арешт і страта були спровоковані торговцями — юдеями, які терпіли збитки від діяльності Косми. К. Плевріс не обмежується фактом і сумою підкупу юдеями правителя Берат Курт-паші, але підкреслює ворожнечу і ненависть євреїв до греків і християн. Сьогодні більшість сучасних грецьких істориків, таких як Д. Фотіадіс, не заперечуючи факту участі юдеїв в смерті Косми, обмежуються комерційними мотивами юдеїв.

## Пам'ять
Алі-паша Тепеленський, колишній напівавтономним правителем Епір, був особисто знайомий з Космо, вважаючи його святим людиною. Алі висловив своє обурення з приводу вбивства Косми і співчуття, що не встиг врятувати його.

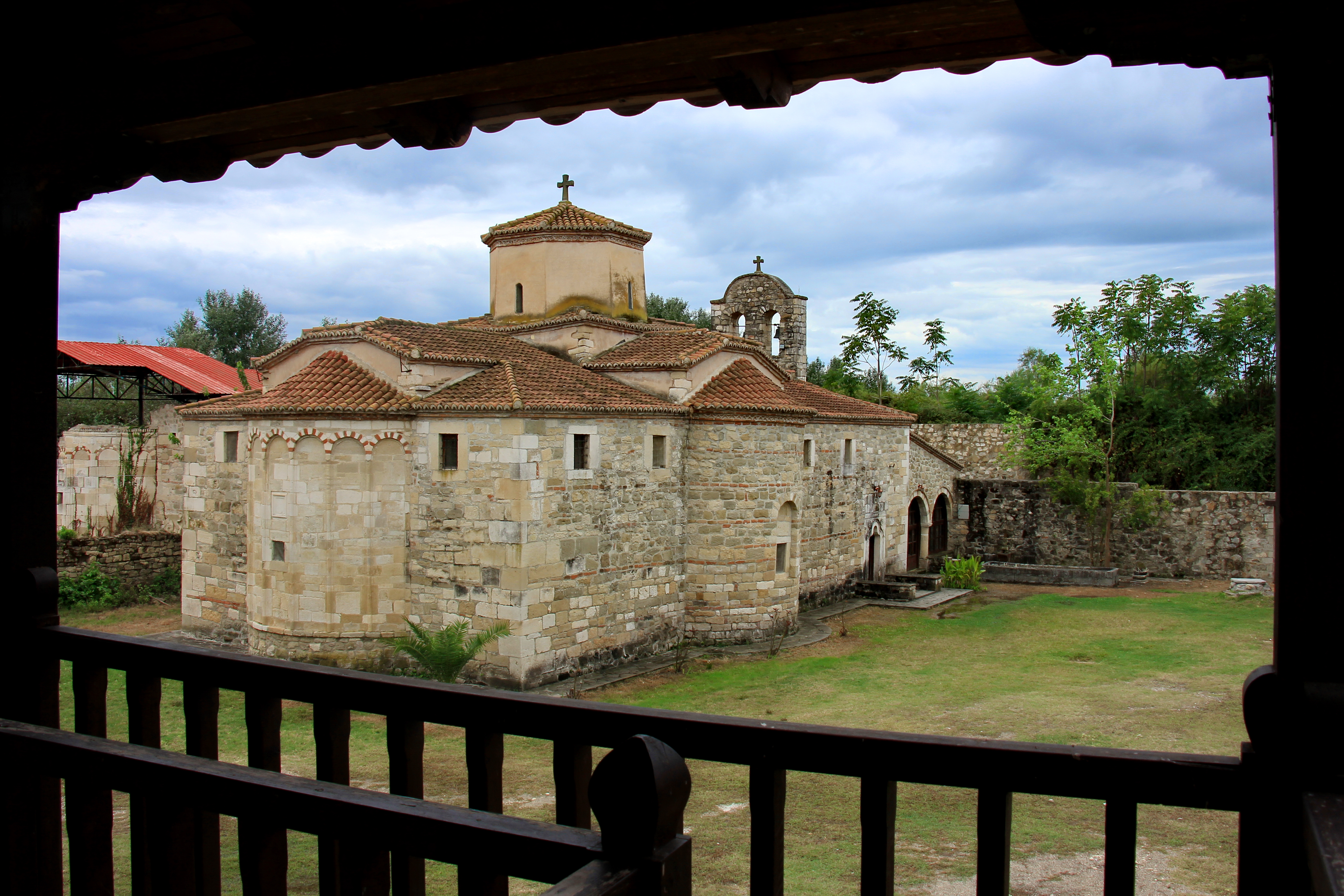
Собор монастиря святого Косми в Колкондасі (1813-1814)

У 1813 році Алі-паша, намагаючись заручитися підтримкою православних греків в своїй боротьбі проти султана, розпорядився побудувати церкву (на місці страти Косми в Колкондасі) біля гирла річки Семанів, де і були поховані останки Косми.
Косма Етолійський був канонізований Вселенським патріархатом 20 квітня 1961 року, а пам'ять Косми Етолійського відзначається 24 серпня — в день коли він прийняв мученицьку смерть.

## Пророцтва
Для грецьких істориків основний внесок Косми Етолійського — це просвіта народу в епоху чужоземного ярма. Для церкви Косма — святий і мученик, що вніс свій внесок у справу збереження православ'я. Але близько-церковні кола роблять упор на його чудотворні здібності і пророцтва, навколо яких утворилася своя специфічна література. 
Деякі пророцтва Косми звучать на початку XXI століття дуже сучасно. Наприклад, він говорив: 
- «Весь світ буде оперезаний однією ниткою, люди будуть розмовляти з однієї далекої місцевості з іншого, наприклад з Константинополя з Росією»;
- «Злодії і розбійники вони не будуть більше промишляти в горах. Вони будуть жити в містах, одягатися, як звичайні люди, і приходити серед білого дня, щоб обікрасти вас».
- «Прийде час, коли в оселі проникнуть біси під видом невеликих коробок, а їх роги будуть стирчати на дахах».

За умов у 2010 році боргової кризи в Греції зовсім інакше сприймаються такі пророцтва Косми: 
- «Вам позичать багато грошей і зажадають назад, але не зможуть взяти»;
- «Вас обкладуть великим, нестерпним податком, але не зможуть домогтися свого».

Розповідав також Косма Етолійський про залізних птахів, які то мирно літають по небу, а то вивергають вогонь; про кілька сіл, які розміщуються в одному будинку; про диявола, що вліз в ящик і який кричить звідти про велику кількість неїстівної їжі ... 

## Праці
- Косма Этолийский. {{{Заголовок}}}. — ISBN не указан.